# 192353 Wangdazhong
192353 Wangdazhong è un asteroide della fascia principale. Scoperto nel 1995, presenta un'orbita caratterizzata da un semiasse maggiore pari a 2,6387342 au e da un'eccentricità di 0,1615292, inclinata di 10,16731° rispetto all'eclittica.